# 젠차오핑구

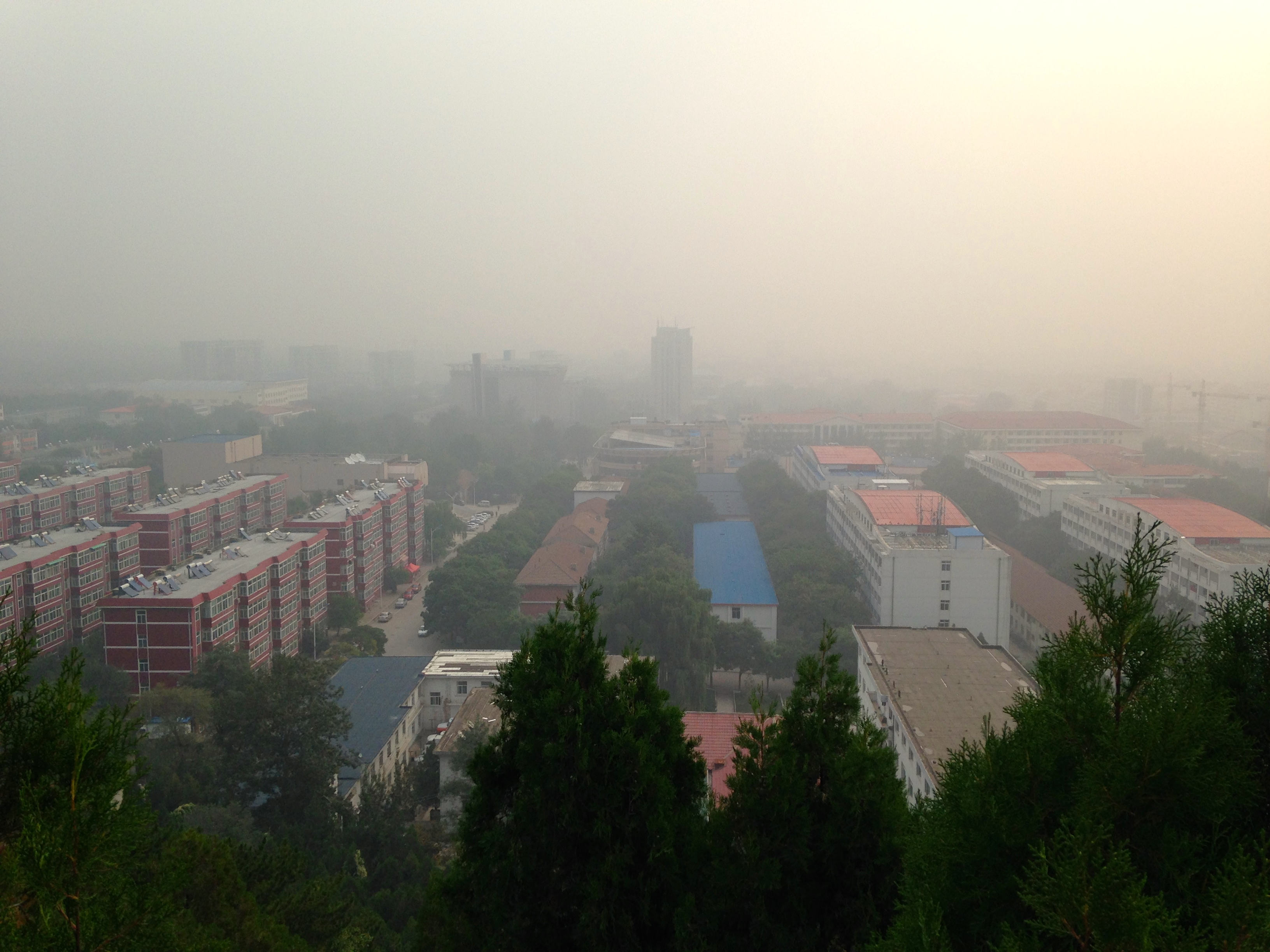

젠차오핑구(한국어: 첨초평구, 중국어: 尖草坪区, 병음: Jiāncǎopíng Qū)는 중화인민공화국 산시성 타이위안시의 행정구역이다. 넓이는 286km2이고, 인구는 2007년 기준으로 360,000명이다.

## 행정 구역
9개 가도, 2개 진, 3개 향을 관할한다.
- 가도: 尖草坪街道, 光社街道, 上兰街道, 南寨街道, 迎新街街道, 古城街道, 汇丰街道, 柴村街道, 新城街道
- 진: 向阳镇, 阳曲镇
- 향: 马头水乡, 柏板乡, 西墕乡